# Dədəli (Xaçmaz)
Dədəli è un comune dell'Azerbaigian situato nel distretto di Xaçmaz. Conta una popolazione di 1 542 abitanti.